# والدرس
والدرس (به لاتین: Valdres) یک منطقهٔ مسکونی در نروژ است که در اوپلاند (نروژ) واقع شده‌است. والدرس ۵٬۴۰۶ کیلومتر مربع مساحت و ۱۸٬۰۱۲ نفر جمعیت دارد.